# كولمار فرايهر فون در غولتس
كان فيلهلم ليوبولد كولمار فرايهر فون در غولتس (12 أغسطس 1843 – 19 أبريل 1916)، المعروف أيضا باسم غولتس باشا، فيلد مارشال وكاتب عسكري بروسي. بعد الهزيمة في الحرب الروسية – التركية (1877–1878)، طلب السلطان عبد الحميد، سلطان الإمبراطورية العثمانية، المساعدة الألمانية في إعادة تنظيم الجيش العثماني حتى يتسنى له مقاومة زحف الإمبراطورية الروسية.

## روابط خارجية
- كولمار فرايهر فون در غولتس على موقع الموسوعة البريطانية (الإنجليزية)